# Cantonul Cergy-Nord
Cantonul Cergy-Nord este un canton din arondismentul Pontoise, departamentul Val-d'Oise, regiunea Île-de-France, Franța.

## Comune
- Boissy-l'Aillerie
- Cergy (reședință)
- Osny
- Puiseux-Pontoise